# Episodi di Avengers - I più potenti eroi della Terra
Elenco degli episodi della serie animata Avengers - I più potenti eroi della Terra (The Avengers: Earth's Mightiest Heroes).

## Prima stagione
Negli Stati Uniti d'America la serie è iniziata il 24 settembre 2009 su Disney XD, mentre in Italia è iniziata l'8 marzo 2010, sempre su Disney XD. Dal 12 maggio 2012 è andata in onda anche in chiaro su Rai 2.
| n° tot. | n° | Titolo originale              | Titolo italiano                   | Prima TV USA/Australia | Prima TV Italia |
| ------- | -- | ----------------------------- | --------------------------------- | ---------------------- | --------------- |
| 01      | 1  | Iron Man is Born              | Il ritorno di Iron Man            | 24 ottobre 2009        | 8 marzo 2010    |
| 02      | 2  | Thor the Mighty               | Il mitico Thor                    | 24 ottobre 2009        | 9 marzo 2010    |
| 03      | 3  | Hulk vs the World             | Hulk contro il mondo              | 24 ottobre 2009        | 10 marzo 2010   |
| 04      | 4  | Meet Captain America          | Capitan America                   | 24 ottobre 2009        | 11 marzo 2010   |
| 05      | 5  | The Man in the Ant Hill       | Uomo Scimmia contro Black Panther | 24 ottobre 2009        | 12 marzo 2010   |
| 06      | 6  | Breakout: Part 1              | La grande fuga (prima parte)      | 20 ottobre 2009        | 15 marzo 2010   |
| 07      | 7  | Breakout: Part 2              | La grande fuga (seconda parte)    | 20 ottobre 2009        | 16 marzo 2010   |
| 08      | 8  | Some Assembly Required        | Avengers uniti                    | 27 ottobre 2009        | 17 marzo 2010   |
| 09      | 9  | Living Legend                 | Leggenda vivente                  | 3 novembre 2009        | 18 marzo 2010   |
| 10      | 10 | Everything is Wonderful       | Le migliori intenzioni            | 10 novembre 2009       | 19 marzo 2010   |
| 11      | 11 | Panther's Quest               | La ricerca della pantera          | 17 novembre 2009       | 22 marzo 2010   |
| 12      | 12 | Gamma World: Part 1           | Mondo gamma (prima parte)         | 26 novembre 2009       | 23 marzo 2010   |
| 13      | 13 | Gamma World: Part 2           | Mondo gamma (seconda parte)       | 26 novembre 2009       | 24 marzo 2010   |
| 14      | 14 | Masters of Evil               | La vendetta di Zemo               | 5 dicembre 2009        | 25 marzo 2010   |
| 15      | 15 | 459                           | Ultimatum alla Terra              | 12 dicembre 2009       | 26 marzo 2010   |
| 16      | 16 | The Man Who Stole Tomorrow    | L'uomo che ruba il domani         | 19 dicembre 2009       | 26 marzo 2010   |
| 17      | 17 | Come the Conqueror            | La conquista della Terra          | 9 gennaio 2011         | 10 gennaio 2011 |
| 18      | 18 | The Kang Dynasty              | La dinastia Kang                  | 16 gennaio 2011        | 11 gennaio 2011 |
| 19      | 19 | Widow's Sting                 | Il morso della Vedova Nera        | 23 gennaio 2011        | 12 gennaio 2011 |
| 20      | 20 | The Casket of Ancient Winters | Lo scrigno degli antichi inverni  | 4 febbraio 2011        | 13 gennaio 2011 |
| 21      | 21 | Hail, HYDRA!                  | La sconfitta dell'Hydra           | 5 febbraio 2011        | 14 gennaio 2011 |
| 22      | 22 | Ultron-5                      | Ultron-5                          | 6 febbraio 2011        | 17 gennaio 2011 |
| 23      | 23 | The Ultron Imperative         | L'imperativo di Ultron            | 7 febbraio 2011        | 18 gennaio 2011 |
| 24      | 24 | This Hostage Heart            | La Terra in ostaggio              | 8 febbraio 2011        | 19 gennaio 2011 |
| 25      | 25 | The Fall of Asgard            | La caduta di Asgard               | 11 febbraio 2011       | 20 gennaio 2011 |
| 26      | 26 | A Day Unlike Any Other        | La rabbia di Thor                 | 12 febbraio 2011       | 21 gennaio 2011 |

## Seconda stagione
Negli Stati Uniti d'America la serie è andata in onda su Disney XD dal 1º aprile al 28 giugno 2012, mentre in Italia è iniziata il 23 aprile dello stesso anno, sempre su Disney XD.
| n° tot. | n° | Titolo originale               | Titolo italiano                      | Prima TV USA/Australia | Prima TV Italia  |
| ------- | -- | ------------------------------ | ------------------------------------ | ---------------------- | ---------------- |
| 27      | 1  | The Private War of Doctor Doom | La guerra privata del Dottor Destino | 1º aprile 2012         | 23 aprile 2012   |
| 28      | 2  | Alone Against A.I.M.           | Da soli contro l'A.I.M               | 8 aprile 2012          | 24 aprile 2012   |
| 29      | 3  | Acts of Vengeance              | Azioni di vendetta                   | 15 aprile 2012         | 25 aprile 2012   |
| 30      | 4  | Welcome to the Kree Empire     | L'impero dei Kree                    | 22 aprile 2012         | 26 aprile 2012   |
| 31      | 5  | To Steal an Ant-Man            | Ant-Man contro Ant-Man               | 29 aprile 2012         | 27 aprile 2012   |
| 32      | 6  | Michael Korvac                 | Michael Korvac                       | 6 maggio 2012          | 30 aprile 2012   |
| 33      | 7  | Who do you trust?              | Sospetti in famiglia                 | 13 maggio 2012         | 1 maggio 2012    |
| 34      | 8  | The Ballad of Beta Ray Bill    | La ballata di Beta Ray Bill          | 20 maggio 2012         | 2 maggio 2012    |
| 35      | 9  | Nightmare in Red               | L'incubo rosso                       | 30 maggio 2012         | 3 maggio 2012    |
| 36      | 10 | Prisoner of War                | Prigionieri di guerra                | 31 maggio 2012         | 4 maggio 2012    |
| 37      | 11 | Infiltration                   | Gli infiltrati                       | 4 giugno 2012          | 4 maggio 2012    |
| 38      | 12 | Secret Invasion                | L'invasione segreta                  | 5 giugno 2012          | 28 ottobre 2012  |
| 39      | 13 | Along Came a Spider            | E poi venne un ragno                 | 6 giugno 2012          | 4 novembre 2012  |
| 40      | 14 | Behold... The Vision!          | Vision il distruttore                | 7 giugno 2012          | 11 novembre 2012 |
| 41      | 15 | Powerless                      | Senza poteri                         | 11 giugno 2012         | 18 novembre 2012 |
| 42      | 16 | Assault on 42                  | Assalto al 42                        | 12 giugno 2012         | 25 novembre 2012 |
| 43      | 17 | Ultron Unlimited               | Ultron senza limiti                  | 13 giugno 2012         | 2 dicembre 2012  |
| 44      | 18 | Yellowjacket                   | Calabrone                            | 14 giugno 2012         | 9 dicembre 2012  |
| 45      | 19 | Emperor Stark                  | L'imperatore Stark                   | 18 giugno 2012         | 16 dicembre 2012 |
| 46      | 20 | Code Red                       | Codice rosso                         | 19 giugno 2012         | 23 dicembre 2012 |
| 47      | 21 | Winter Soldier                 | Soldato d'Inverno                    | 20 giugno 2012         | 30 dicembre 2012 |
| 48      | 22 | The Deadliest Man Alive        | L'uomo più letale in circolazione    | 21 giugno 2012         | 6 gennaio 2013   |
| 49      | 23 | New Avengers                   | I Nuovi Avengers                     | 25 giugno 2012         | 13 gennaio 2013  |
| 50      | 24 | Operation Galactic Storm       | Operazione tempesta galattica        | 26 giugno 2012         | 20 gennaio 2013  |
| 51      | 25 | Live Kree or Die               | La rinascita dei Kree                | 27 giugno 2012         | 27 gennaio 2013  |
| 52      | 26 | Avengers Assemble!             | Avengers adunata!                    | 28 giugno 2012         | 3 febbraio 2013  |